# Geneviève Simard
Geneviève Simard (* 5. November 1980 in Montreal, Québec) ist eine ehemalige kanadische Skirennläuferin. Sie war besonders in den Disziplinen Riesenslalom und Super-G erfolgreich.

## Biografie
Simards Skisportkarriere begann Ende 1995 mit Einsätzen bei FIS-Rennen und im Nor-Am Cup, später kamen auch Europacup-Rennen hinzu. Am 19. November 1998 ging sie erstmals im Weltcup an den Start, beim Riesenslalom in Park City. In der Saison 1998/99 des Nor-Am Cups entschied sie die Slalomwertung für sich.
Weltcuppunkte holte Simard erstmals am 21. November 2001 mit dem 15. Platz im Riesenslalom von Copper Mountain. Zehn Tage später sorgte sie im Super-G von Lake Louise für Aufsehen, als sie als letztgestartete Läuferin (Startnummer 63) den 11. Platz erreichte. Wenige Wochen später, am 19. Januar 2001, erzielte sie im Riesenslalom von Berchtesgaden erneut mit einer hohen Startnummer (46) einen überraschenden dritten Platz. Bei den Olympischen Spielen in Salt Lake City belegte sie in der Kombination den 7. Platz.
Die Saison 2002/03 verlief nicht ganz so erfolgreich wie der vorherige Winter, Bestergebnis war ein sechster Platz im Super-G von Lake Louise. Bei den Weltmeisterschaften 2003 in St. Moritz verfehlte sie als Vierte des Super-G das Podest nur knapp. Am 14. Januar 2004 gelang ihr beim Super-G auf der Tofana in Cortina d’Ampezzo der einzige Weltcupsieg.
Im Winter 2004/05 etablierte sich Simard endgültig an der Weltspitze im Riesenslalom, dank vier Top-10-Platzierungen. Bei den Weltmeisterschaften 2005 in Santa Caterina erzielte sie den achten Platz im Riesenslalom. In den Saisons 2004/05 und 2005/06 schaffte sie es zweimal in Folge, den 5. Platz in der Weltcupwertung dieser Disziplin zu belegen. Während der gesamten Saison 2007/08 musste sie verletzungsbedingt pausieren. Danach konnte sie nicht mehr an ihre früheren Leistungen anknüpfen und gab schließlich am 21. Januar 2010 ihren Rücktritt bekannt.

## Erfolge

### Olympische Spiele
- Salt Lake City 2002: 7. Kombination, 18. Super-G
- Turin 2006: 5. Riesenslalom, 20. Super-G

### Weltmeisterschaften
- Vail/Beaver Creek 1999: 26. Riesenslalom
- St. Moritz 2003: 4. Super-G, 14. Kombination, 27. Abfahrt
- Santa Caterina 2005: 8. Riesenslalom, 26. Super-G
- Åre 2007: 10. Riesenslalom, 20. Super-G

### Weltcup
- Saison 2004/05: 5. Riesenslalom-Wertung
- Saison 2005/06: 5. Riesenslalom-Wertung
- 5 Podestplätze, davon 1 Sieg:

| Datum           | Ort               | Land    | Disziplin |
| --------------- | ----------------- | ------- | --------- |
| 14. Januar 2004 | Cortina d’Ampezzo | Italien | Super-G   |

### Europacup
- Saison 2003/04: 9. Riesenslalomwertung
- 4 Podestplätze, davon 1 Sieg

### Nor-Am Cup
- Saison 1998/99: 6. Gesamtwertung, 1. Slalom-Wertung, 7. Riesenslalom-Wertung
- Saison 2000/01: 5. Riesenslalom-Wertung, 7. Slalom-Wertung
- 16 Podestplätze, davon 7 Siege

### Junioren-Weltmeisterschaften
- Schladming 1997: 11. Super-G, 32. Abfahrt
- Megève 1998: 8. Slalom, 10. Riesenslalom
- Pra Loup 1999: 13. Riesenslalom, 14. Slalom
- Québec 2000: 11. Slalom

### Weitere Erfolge
- 3 kanadische Meistertitel (Slalom 2002, Riesenslalom 2005 und 2009)
- 19 Siege in FIS-Rennen (14× Riesenslalom, 5× Slalom)